# Cratere Kosi
Kosi  è un cratere sulla superficie di Venere.